# Patrotte Metz-Nord
La Patrotte Metz-Nord est un quartier de Metz en Moselle.

## Histoire
Ce quartier était avant son urbanisation des terres agricoles appartenant à l’abbaye de Saint-Éloi. La route de Thionville avait un fort intérêt car elle reliait la Lorraine à toutes les grandes villes du nord, qui s’étendent de la Belgique à l’Allemagne.
Ce n'est qu'au XIXe siècle que l'urbanisation commença à s’accélérer avec l'arrivée du chemin de fer et l'installation d'usines, provoquant le décroit de l'agriculture.
Le quartier abrite le plus grand port céréalier fluvial de France.

## Description
Situé dans le nord de la ville, dans le canton de Metz I, il est délimité au sud par l'autoroute A31, à l'ouest par le quartier de Devant-Les-Ponts et plus au nord par la commune de Woippy. À l'origine il est composé principalement de jardins et de terrains maraîchers, le quartier évolue ensuite et devient à la fin des années 1950 un quartier populaire avec l'apparition des premiers immeubles d'habitat collectif. Le vaste ensemble immobilier de la Patrotte construit en 1959, constitué d'une tour (rasée en 2005 à la suite d'un incendie survenu en juillet 2003), et de longs bâtiments à coursives et comptant au total près de 1600 logements a été réalisé par l'architecte Roger Zonca. Les secteurs du Chemin de la Moselle et de Saint-Éloy sont classés en quartier prioritaire. La Patrotte fait aussi l'objet de politiques de rénovation, et abrite également des zones d'activité, telles que celle des Deux-Fontaines, abritant entreprises et surfaces commerciales.
Le quartier compte la gare de Metz-Nord. L'Agora, regroupe une médiathèque (réseau municipal des bibliothèques-médiathèques), un centre social (animé par l’Association culturelle et sociale Agora – ACS Agora) et un espace numérique.

## Édifice religieux
L'église de la Sainte-Famille est un édifice religieux contemporain et moderne de la ville ; il se situe rue Villars à proximité de l'école Jean-Moulin.